# Chambroncourt
Chambroncourt är en kommun i departementet Haute-Marne i regionen Grand Est (tidigare regionen Champagne-Ardenne) i nordöstra Frankrike. Kommunen ligger i kantonen Saint-Blin som tillhör arrondissementet Chaumont. År 2022 hade Chambroncourt 48 invånare.

## Befolkningsutveckling
Antalet invånare i kommunen Chambroncourt
| Referens: INSEE |